# Fabianki (województwo kujawsko-pomorskie)
Fabianki – wieś w Polsce położona w województwie kujawsko-pomorskim, w powiecie włocławskim, w gminie Fabianki przy drodze krajowej nr 67. Miejscowość jest siedzibą gminy Fabianki.
W latach 1954–1971 wieś należała i była siedzibą władz gromady Fabianki, po jej zniesieniu w gromadzie Szpetal Górny, następnie do 1979 r. w gminie Szpetal Górny (gmina), kiedy to utworzono gminę Fabianki. W latach 1975–1998 miejscowość administracyjnie należała do województwa włocławskiego. Według Narodowego Spisu Powszechnego (III 2011 r.) liczyła 856 mieszkańców. Jest piątą co do wielkości miejscowością gminy Fabianki.
W Fabiankach urodzili się m.in.:
- kpt. Eustachy Chełmicki (1776-1852) – odznaczony Legią Honorową za udział w bitwie pod Fuengirolą,
- Jerzy Pietrkiewicz (1916-2007) – poeta, prozaik i tłumacz (autor m.in. przekładów poezji Karola Wojtyły na angielski).